# Kraja
Pour l’article homonyme, voir Marie Kraja.
Kraja est une municipalité allemande du land de Thuringe, dans l'arrondissement de Nordhausen, au centre de l'Allemagne. En 2015, sa population est de 287 habitants.

## Source de la traduction
- (de) Cet article est partiellement ou en totalité issu de l’article de Wikipédia en allemand intitulé « Kraja » (voir la liste des auteurs).